# Медина Ангарита, Исайас
Исайас Медина Ангарита (исп. Isaías Medina Angarita; 6 июля 1897, Сан-Кристобаль, штат Тачира, Венесуэла — 15 сентября 1953, Каракас, Венесуэла) — венесуэльский военный и политический деятель, президент страны (1941—1945).

## Биография
Родился в семье генерала Хосе Росендо Медина Ангарита.
В возрасти 15-ти лет отправился в Каракас, где поступил в военное училище, которое окончил в 1914 году и вступил в звании младшего лейтенанта в 6-й пехотный полк.
В 1919 году вернулся в столицу, став профессором в военном училище и офицерских курсов в Федеральном училище Каракаса. Здесь он сблизился с интеллектуалами и присоединился к объединениям «Группа Афин» и «Клуб Семи».
Благодаря поддержке Елеасара Лопеса Контрераса успешно развивалась его военная карьера: он становится начальников военного управления Министерства военно-морского флота; в 1930 году был назначен членом комиссии военного и военно-морского регулирования, а в 1931 году первым помощником начальника Генерального штаба, а затем начальником канцелярии и секретарем войны министра армии и военно-морского флота.
В 1935—1940 годах в звании бригадного генерала был министром армии и военно-морского флота в администрации Лопеса Контрераса, которого в 1941 году сменил на посту президента Венесуэлы.
Проводил умеренно-демократические реформы: легализовал оппозиционные партии, в том числе к концу правления — коммунистическую, предоставил женщинам избирательное право, сделал прозрачной систему муниципальных выборов. В 1943 году основал Венесуэльскую демократическую партию. Во время Второй мировой войны страна придерживалась нейтралитета. Однако 800 выходцев из Германии были арестованы и отправлены в лагеря по обвинению в поддержке нацистской партии.
В 1945 году состоялось подписание первого коллективного договора между профсоюзами и работодателями в нефтяной промышленности; также был реализован ряд значимых проектов в сфере строительства и развития инфраструктуры в Каракасе. В сфере образования неграмотность была сокращена на 50 %, появились университетский городок Каракаса, главный кампус Центрального университета Венесуэлы, был основан Политехнический сельскохозяйственный институт.
В сфере экономики был принят «Закон о налоговой реформе с подоходном налоге» (1942); , целью которого стало установление прогрессивной шкалы налогообложения, снижение косвенных налогов, выравнивание налоговой нагрузки. Внесение поправок в «Закон о нефти» расширяло возможности государства и профиты Венесуэлы от добычи углеводородов, закрепляли национализацию трубопроводов, трансформировали предоставление таможенных льгот в приобретаемое право, закрепляли обязанности к добывающим компаниям по геологоразведке.
В 1945 году был принят Закон «Об аграрной реформе», который был направлен на перераспределение сельскохозяйственных земель с целью использования их под задачи сельхозпроизводства.
В 1943 году первым из венесуэльских президентов совершил тур по «Боливарианским государствам», посетив Колумбию, Эквадор, Перу, Боливию и Панаму. Установил дипломатические отношения с Китаем (1943) и СССР (1945).
Однако, многие представители военной верхушки считали его слишком либеральным, а левые обвиняли президента в чрезмерной консервативности. Все это привело к военно-гражданскому перевороту 18 октября 1945 года. Демократические силы обвиняли его в нежелании перейти к модели всенародного избрания главы государства, военные ставили в вину низкий уровень материального содержания армии и пограничный договор с Колумбией и Венесуэлой времён Лопеса Контрераса, передавшего ему власть.
Смещенный президент был заключен в тюрьму, а затем выслан из страны, жил в изгнании в Нью-Йорке. В мае 1952 года он перенёс инсульт, с учётом состояния здоровья ему было разрешено вернуться в Венесуэлу, где он год спустя скончался.